# إلين غيتس ستار
إلين غيتس ستار (بالإنجليزية: Ellen Gates Starr) هي عالمة اجتماع أمريكية، ولدت في 19 مارس 1859 في إلينوي في الولايات المتحدة، وتوفيت في 10 فبراير 1940 في نيويورك في الولايات المتحدة بسبب قصور القلب.

## وصلات خارجية
- إلين غيتس ستار على موقع الموسوعة البريطانية (الإنجليزية)